# Magyarország az 1908. évi nyári olimpiai játékokon
Magyarország a nagy-britanniai Londonban megrendezett 1908. évi nyári olimpiai játékok egyik részt vevő nemzete volt, hatvanhárom férfi sportolóval vett részt. A megnyitóünnepségen a magyar zászlót Mudin István – aki az 1906-os pánhellén olimpián ezüstérmet nyert ötpróbában – atléta vitte. A magyar atléták összesen kilenc érmet – három arany, négy ezüst és két bronz – szereztek, ami öttel több, mint az előző, a St. Louis-i olimpián szerzett, és ezzel a nem hivatalos éremtáblázaton Magyarország a hatodik helyen végzett. A legeredményesebb magyar versenyző Fuchs Jenő dr. volt, aki a vívás kard szakágában egyéniben és csapatban is aranyérmet szerzett. Mellette Halmay Zoltán is duplázott két ezüstéremmel.
A magyar sportolók öt sportágban, összesen hetvennégy olimpiai pontot szereztek. Ez negyvenhat ponttal több, mint az előző, St. Louis-i olimpián elért eredmény.

## Eredményesség sportáganként
Az egyes sportágak eredményessége, ill. az induló versenyzők száma a következő (zárójelben a magyar indulókkal rendezett versenyszámok száma, kiemelve az egyes oszlopokban előforduló legmagasabb érték, vagy értékek):
| Sportág, szakág   | Helyezések száma | Helyezések száma | Helyezések száma | Helyezések száma | Helyezések száma | Helyezések száma | Olimpiai pont | Indulók száma | Indulók száma | Indulók száma |
| Sportág, szakág   |                  |                  |                  | 4.               | 5.               | 6.               | Olimpiai pont | Férfi         | Nő            | Össz.         |
| ----------------- | ---------------- | ---------------- | ---------------- | ---------------- | ---------------- | ---------------- | ------------- | ------------- | ------------- | ------------- |
| Atlétika (17)     | 0                | 1                | 1                | 1                | 0                | 0                | 12            | 18            | 0             | 18            |
| Birkózás (4)      | 1                | 0                | 0                | 2                | 2                | 0                | 17            | 7             | 0             | 7             |
| Evezés (2)        | 0                | 0                | 1                | 0                | 1                | 0                | 6             | 11            | 0             | 11            |
| Sportlövészet (1) | 0                | 0                | 0                | 0                | 0                | 0                | 0             | 2             | 0             | 2             |
| Tenisz (2)        | 0                | 0                | 0                | 0                | 0                | 0                | 0             | 3             | 0             | 3             |
| Torna (1)         | 0                | 0                | 0                | 0                | 0                | 0                | 0             | 5             | 0             | 5             |
| Úszás (5)         | 0                | 2                | 0                | 1                | 0                | 0                | 13            | 10            | 0             | 10            |
| Vívás (3)         | 2                | 1                | 0                | 1                | 1                | 1                | 25            | 8             | 0             | 8             |
| Összesen          | 3                | 4                | 2                | 5                | 4                | 1                | 73            | 63            | 0             | 63            |

## Érmesek
| Érem  | Sportoló                                                                      | Sportág  | Versenyszám                        | Eredmény    |
| ----- | ----------------------------------------------------------------------------- | -------- | ---------------------------------- | ----------- |
| Arany | Weisz Richárd                                                                 | Birkózás | kötöttfogás, szupernehézsúly       | 3 győzelem  |
| Arany | Fuchs Jenő dr.                                                                | Vívás    | kard, egyéni                       | 21 győzelem |
| Arany | Fuchs Jenő dr. Gerde Oszkár dr. Tóth Péter dr. Werkner Lajos Földes Dezső dr. | Vívás    | kard csapat                        | 3 győzelem  |
| Ezüst | Somodi István dr.                                                             | Atlétika | magasugrás                         | 188cm       |
| Ezüst | Halmay Zoltán                                                                 | Úszás    | 100 m gyorsúszás                   | 1:06,2      |
| Ezüst | Munk József Zachár Imre Las Torres Béla Halmay Zoltán                         | Úszás    | 4 × 200 m gyorsúszó váltó          | 10:59,0     |
| Ezüst | Zulawszky Béla                                                                | Vívás    | kard, egyéni                       | 16 győzelem |
| Bronz | Simon Pál Wiesner Frigyes Nagy József Bodor Ödön Rácz Vilmos                  | Atlétika | 200-200-400-800 m olimpiai staféta | 3:32,5      |
| Bronz | Levitzky Károly dr.                                                           | Evezés   | egyes                              | nincs adat  |

## További magyar pontszerzők

### 4. helyezettek
| Név          | Sportág  | Versenyszám                  | Eredmény    |
| ------------ | -------- | ---------------------------- | ----------- |
| Bodor Ödön   | Atlétika | 800 m síkfutás               | 1:55,4      |
| Payr Hugó    | Birkózás | kötöttfogás, félnehézsúly    | 2 győzelem  |
| Payr Hugó    | Birkózás | kötöttfogás, szupernehézsúly | 1 győzelem  |
| Toldi Ödön   | Úszás    | 200 m mellúszás              | 3:15,2      |
| Szántay Jenő | Vívás    | kard, egyéni                 | 13 győzelem |

### 5. helyezettek
| Név | Sportág  | Versenyszám             | Eredmény    |
| --- | -------- | ----------------------- | ----------- |
| Maróthy József | Birkózás | kötöttfogás, könnyűsúly | 2 győzelem  |
| Radvány Ödön | Birkózás | kötöttfogás, könnyűsúly | 2 győzelem  |
| Kleckner Sándor Haraszthy Lajos Szebeny Antal Éder Róbert Hautzinger Sándor Várady Jenő Wampetich Imre Kirchknopf Ferenc Vaskó Károly | Evezés   | nyolcas                 | nincs adat  |
| Tóth Péter dr. | Vívás    | kard, egyéni            | 15 győzelem |

### 6. helyezett
| Név           | Sportág | Versenyszám  | Eredmény    |
| ------------- | ------- | ------------ | ----------- |
| Werkner Lajos | Vívás   | kard, egyéni | 16 győzelem |

## Pontot nem szerző részt vevők
Ezen az olimpián összesen harmincegy magyarországi versenyző nem szerzett pontot. Neveik megtalálhatóak itt: "Az 1908. évi nyári olimpia magyarországi résztvevőinek listája".

## Érdekességek
Gerentsér László Atletika c. könyvében (1911) találjuk a következő részt: „Az 1908. évi londoni olimpiai játékokon volt alkalmunk meggyőződni, hogy versenyzőink mennyire nem bírták a racionális és higiénikus angol konyha ételeit megenni, pedig ez volna kivánatos, hogy a nyugati kulturával együtt az egyedül helyes táplálkozási és főzési módot is átvennénk nemcsak mi sportemberek, hanem mindenki, aki egészségével és életerejével törődik.”